# Овчуков, Юрий Васильевич
Юрий Васильевич Овчуков (20 апреля 1937, Москва — 5 августа 2005, там же) — советский хоккеист, вратарь. Мастер спорта СССР (1957). Мастер спорта СССР международного класса. Главный тренер Вооруженных сил СССР. Член КПСС.

## Биография
Родился 20 апреля 1937 года в Москве.
Воспитанник школы «Крыльев Советов». По достижении совершеннолетия дебютировал за «Крылья» в первенстве СССР. Провел в команде два сезона (1956-58), в одном из которых ему удалось стать чемпионом страны. После этого на перспективного вратаря обратили внимание в ЦСКА, куда он вскоре и перешел.
В ЦСКА провел 5 сезонов (1959-64), в каждом из которых он вместе с командой становился чемпионом СССР. А в 1961 году коллекция личных наград голкипера пополнилась победой в Кубке СССР.
В 1965-69 выступал за СКА (Калинин).
В чемпионатах СССР 176 матчей. В сборной СССР 8 матчей.
Тренер СКА МВО — 1970-76.
С 1979 по 1986 — главный тренер Вооруженных Сил СССР (ЦСКА). Призывал в ЦСКА Павла Буре, Александра Могильного и других хоккеистов. Был начальником команд ветеранов ЦСКА по хоккею и футболу.
Являлся инициатором создания команды «Легенды Хоккея» и с февраля 2005 года был президентом и главным тренером хоккейного клуба «Легенды Хоккея». 
Команда «Легенды Хоккея» является инициатором создания Ночной Хоккейной Лиги.
С 2001 по 2005 год - президент хоккейного клуба «РОСИЧ» при Правительстве Российской Федерации.
Скончался 5 августа 2005 года в Москве. Похоронен с военными почестями на Ваганьковском кладбище в Москве.

## Достижения
- Чемпион СССР (6): 1957, 1959, 1960, 1961, 1963, 1964
- Обладатель Кубка СССР (1): 1961
- Почётная Грамота Президиума Верховного Совета Российской Федерации (26 апреля 1993 года) — за большой личный  вклад в развитие отечественного и мирового спорта, заслуги в подготовке спортсменов высокого класса и в связи с 70-летием со дня образования Центрального спортивного клуба Армии[3]

## Семья
Жена — Овчукова Валентина. Сын — Овчуков Кирилл Юрьевич.